# Buque réplica

Una réplica de la carabela del siglo XV Lisa von Lübeck.

Un buque o barco réplica es una reconstrucción a escala real de un barco ya inexistente, ya sea a causa de naufragio, desguace o similar. 
La tipología de estas réplicas puede variar, pues encontramos desde barcos reconstruidos completamente (incluyendo estructura interna, e incluso técnicas y materiales tradicionales), hasta barcos de construcción moderna, pero decorados y remozados a imagen del buque histórico en cuestión. 
Toda réplica debe ser lo más fiel posible al buque original.
Normalmente, las réplicas no dejan de ser barcos al uso, y son en su mayoría totalmente navegables. Sin embargo, algunas no se diseñan para poder navegar, sino que se plantean para quedar expuestas en dique seco, atracadas en puerto o ser remolcadas, con fines educativos o de entretenimiento. Ejemplo de ello es una "réplica" (de escasa fidelidad, incluso estaba catalogada como artefacto flotante) del navío español Santísima Trinidad, que estuvo varios años amarrada en los muelles en Málaga y posteriormente en Alicante hasta su desguace en 2023, o un plan de los años 2000 de reconstruir el RMS Titanic en el puerto de Sevilla.
Los motivos detrás de la construcción de estas réplicas a escala real incluyen investigación histórica sobre construcción naval, orgullo nacional del país que construye dicha réplica, exposición en museos o fines de entretenimiento, como por ejemplo, servir de set de rodaje para películas o series de televisión (la saga Piratas del Caribe se sirvió de algunas réplicas a tamaño real para sus rodajes). Véase también el proyecto de construcción de una réplica del bergantín continental Andrew Doria , o el caso de las réplicas del Batavia (Lelystad) y del navío de línea Delft  (Delfshaven), ambas construidas usando materiales y técnicas tradicionales.

## Definición: réplicas concretas, genéricas y derivados

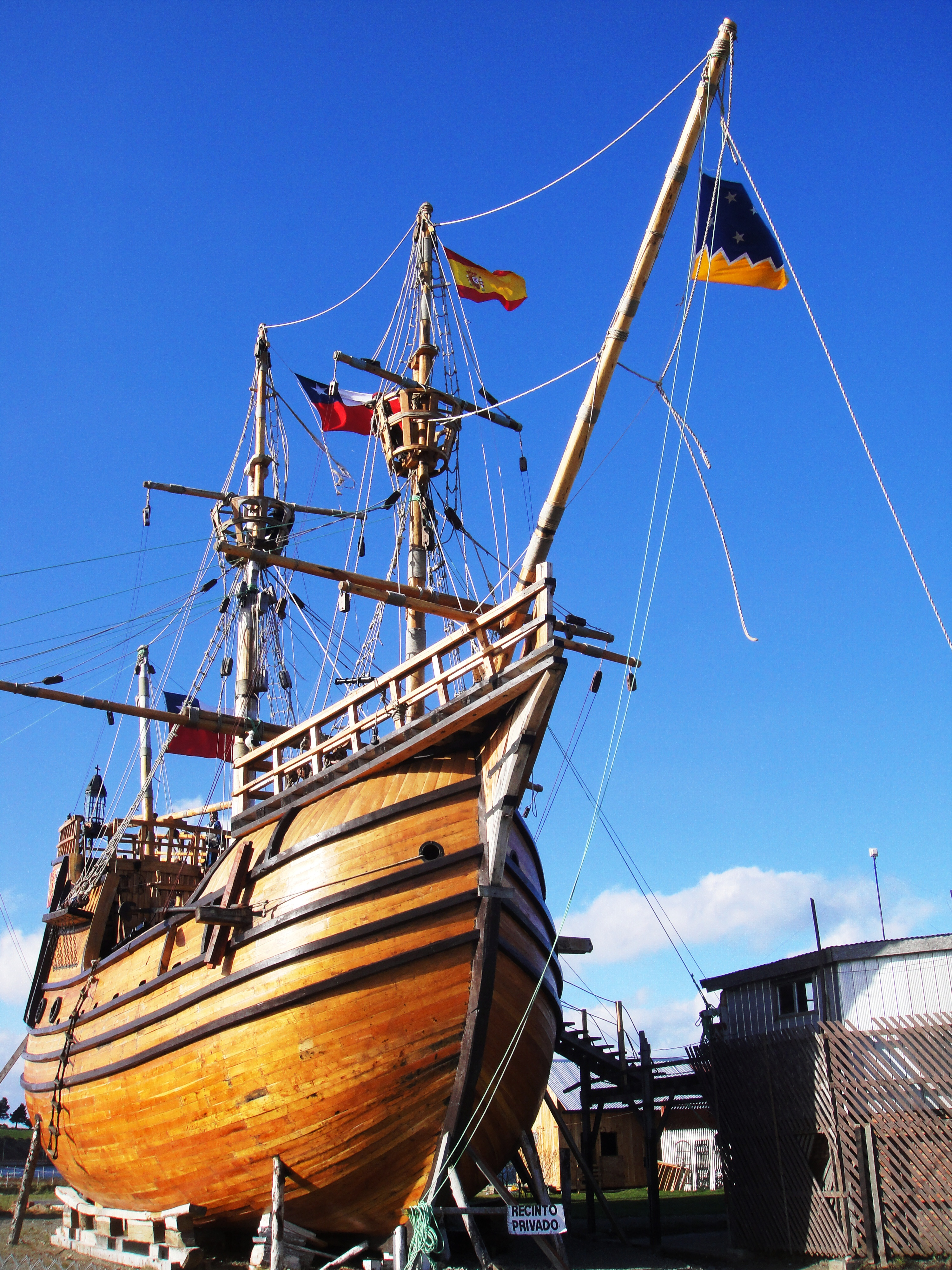
Réplica de la Nao Victoria de Magallanes, en el Museo Nao Victoria de Punta Arenas

El término "réplica" normalmente no incluye modelos a escala, por lo que nos centramos en reproducciones a escala real. 
El término "barco museo" se utiliza para designar un barco antiguo que ha sido conservado y reconvertido en museo abierto al público. Sin embargo, en ciertos contextos, "réplica" se utiliza como sinónimo de ambos.
Un buque réplica también puede ser genérico, representando un tipo de barco histórico en lugar de un barco en particular. Es el caso del galeón Andalucía, recreando de forma fiel pero genérica a los galeones españoles del XVII, frente a, por ejemplo, las diversas réplicas de la nao Victoria, que representan a este buque en concreto: la nao Victoria de principios del siglo XVI.
Las réplicas genéricas, como el Ra II de Thor Heyerdahl, también se consideran réplicas verdaderas, ya que estas naves fueron construidas para investigar la artesanía y/o cultura de la época en cuestión. También destacamos como réplica genérica el Kamper Kogge, representando las cocas utilizadas en el norte de Europa por la Liga Hanseática en la Edad Media, y donde se conocen pocos barcos concretos como para replicar uno en particular.
Existen asimismo buques en ocasiones considerados réplicas, pero que realmente son derivados. Hallamos casos como el Kanrin Maru, buque réplica construido siguiendo los planos del original, pero al doble de tamaño.
Algunas réplicas pueden ser temporales, baratas y con mayor o menor grado de sencillez, como la réplica de un barco vikingo que se quemó en el Festival de Leixlip .
Otro caso, sujeto al dilema del barco de Teseo, es el del Niagara. El original fue hundido en 1820 para su conservación y desde entonces ha sido "reconstruido" tres veces. La tercera réplica fue considerablemente la más agresiva y las únicas partes del original que se conservaban no eran estructurales, lo que llevó a su clasificación como una réplica, en lugar de un original restaurado y reconstruido.

## Buques réplica célebres
Algunas réplicas de veleros, aparecen con su puerto de matrícula y varios datos del original al que representan: 

### Europa, Oriente Medio, Australia y América
(pendiente de redacción)

### Asia oriental
- Kanrin Maru; Minami Awaji, Japón; la ya citada réplica a tamaño doble de un buque de guerra japonés.
- Namihaya; Museo Marítimo de Osaka, Japón; réplica de un barco japonés del siglo V.
- Naniwa Maru; Museo Marítimo de Osaka, Japón; barco mercante japonés del período Edo.
- San Juan Bautista; Ishinomaki, Japón; buque de guerra japonés
- Barco tortuga; una réplica genérica de un barco coreano.
- Michinoku Maru; Museo de barcos tradicionales de madera de Michinoku, Japón; réplica de un barco comercial japonés del siglo XVIII (Kitamae Bune).
- Princess Taiping; réplica de un junco chino de la dinastía Ming.
- Réplica no navegable de un barco chino del tesoros, en el Treasure Boat Shipyard Park, Nankín.
- Dingyuan; réplica de un acorazado imperial chino de finales del siglo XIX.

## Otros buques
- SS Bandırma; Buque de carga y de pasaje turco.
- Jewel of Muscat; barco de vela omaní del siglo IX construido para realizar la ruta del barco original de Omán a Singapur.
- Ictíneo II; Barcelona, España; réplica del primer submarino propulsado por vapor.
- El Hjortspring Boat, réplica de un barco de remos danés de la Edad de Hierro.
- En el Viking Ship Museum de Roskilde se construyen réplicas de barcos vikingos.
- Diversos proyectos para construir réplicas del RMS Titanic, propuestas desde los años 90. La primera réplica del Titanic cuya construcción llegó a comenzar estaba a cargo de la firma china Seven Star Energy Investment; sin embargo, a fecha de septiembre de 2024, el casco a medio construir (sólo hasta la cubierta D) yace abandonado, sin signos de actividad. El barco se planteó como réplica fija, atracado permanentemente en un río de la provincia de Sichuan para funcionar como la atracción principal del resort Romandisea Seven Star International Cultural Tourism Resort.[5][6][7]
- Varias "réplicas" del Arca de Noé. La cuestión de si se pueden considerar apropiadamente como "réplicas" depende de si se toma la historia bíblica del Diluvio Universal como mitología o como un hecho. Dado que la descripción bíblica del Arca es muy breve, más allá de las dimensiones básicas, el diseño exacto llevado a cabo para estas réplicas es hipotético.